# Chrysococcyx cupreus

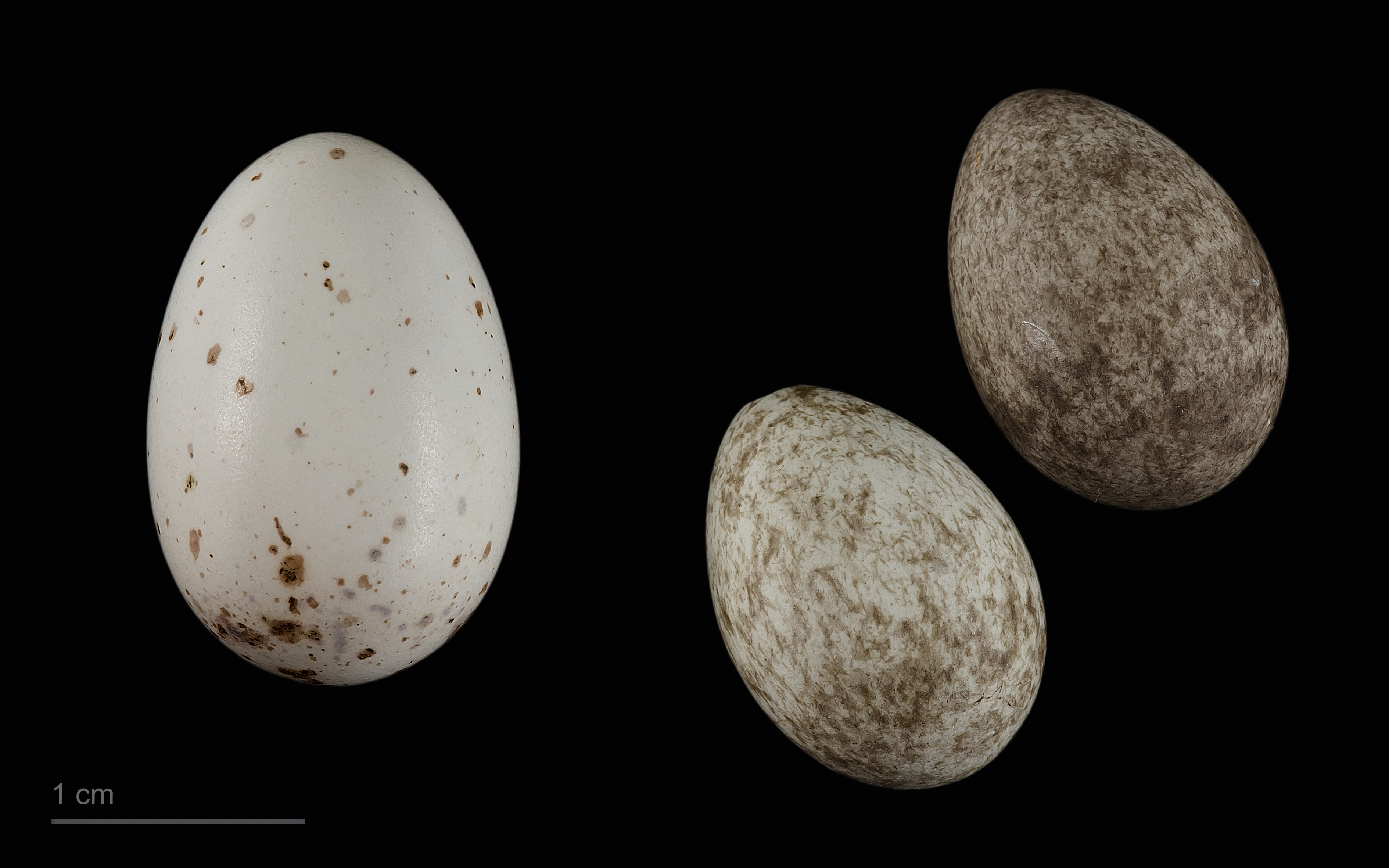
uovo di Chrysococcyx cupreus in un nido di Anabathmis newtonii - Museo di Tolosa

Il cuculo smeraldino africano (Chrysococcyx cupreus Shaw, 1792) è un uccello della famiglia Cuculidae.

## Distribuzione e habitat
Questo uccello vive in tutta l'Africa subsahariana, dalla Guinea a ovest e il Sudan a est fino al Sudafrica. È di passo in Senegal e Gambia.

## Tassonomia
Chrysococcyx cupreus non ha sottospecie, è monotipico.